# 韋斯特蒙德 (愛達荷州)
韋斯蒙德（英語：Westmond）是位於美國愛達荷州邦納縣的一個非建制地區。

## 地理
韋斯蒙德的座標為48°08′24″N 116°36′13″W / 48.14000°N 116.60361°W，而該地的平均海拔高度為675米（即2215英尺）。